# محمد کشاورز (نویسنده)
محمد کشاورز (زادهٔ ۵ آبان ۱۳۳۷ در شیراز)، نویسنده معاصر ایرانی است.
وی از سال ۸۵ تا ۸۶ سردبیر مجله عصر پنجشنبه بود. برای نگارش داستان «شهود» از کتاب «پایکوبی» برنده جایزه ادبی گردون شد. دومین مجموعه او بلبل حلبی در سال ۱۳۸۴ جایزه ادبی اصفهان، جایزه فرهنگ پارس و جایزه منتقدان و نویسندگان مطبوعاتی را در بخش داستان کوتاه از آن خود کرد. مجموعه‌داستان روباه شنی را در سال ۱۳۹۵ نگارش کرد که در سی و چهارمین دوره جایزه کتاب سال جمهوری اسلامی ایران، به‌عنوان کتاب سال ایران برگزیده شد.